# Rec 3 - La genesi
Rec 3 - La genesi, reso graficamente [•REC]³ - La genesi ([•REC]³ Génesis) è un film del 2012 diretto da Paco Plaza.
Prodotto dalla Filmax, è il terzo capitolo della saga cinematografica horror spagnola Rec, e gli eventi si verificano parallelamente a Rec.
Il film è stato distribuito nelle sale cinematografiche spagnole il 30 marzo 2012, il 7 settembre 2012 in quelle statunitensi e in quelle italiane il 17 gennaio 2013.

## Trama
Due giovani, Diego e Clara, si sono appena sposati e stanno per festeggiare il matrimonio. Durante la festa, lo zio di Diego, Víctor, precedentemente morso da un cane, comincia a manifestare la sintomatologia della possessione. Víctor, ormai posseduto, si sporge da una balconata all'interno della sala da ballo precipitando su un tavolo per poi contagiare i primi invitati che vanno a soccorrerlo facendo partire la diffusione della possessione alla festa.
Il panico che si scatena divide i due sposi. Diego riesce a ripararsi nelle cucine insieme a suo cugino Adrián, Atún, la sorella di Clara e un impiegato della SGAE. Qui Diego, con un gesto d'ira, distrugge la telecamera di Atún e successivamente tutti, tranne quest'ultimo a causa della sua corporatura, fuggono dal condotto di aerazione. Il gruppo, ormai fuori dall'edificio, si dirige verso la macchina della polizia dove l'impiegato della SGAE uccide una posseduta per poi essere aggredito e ucciso dal poliziotto all'interno della vettura che sembrava non dare segni di vita. I tre rimasti raggiungono una chiesa dove riescono a entrare grazie a degli altri sopravvissuti lì rifugiati, i quali spiegheranno loro che i posseduti non possono entrare e che possono essere feriti dall'acqua santa. Dagli altoparlanti la voce di Clara fa sapere che sta bene e annuncia che è incinta.
Diego, guardando una raffigurazione di san Giorgio, ha quindi l'idea di munire se stesso e il cameriere robusto con un'arma a una mano, uno scudo e un'armatura per dirigersi verso l'edificio del ricevimento. Nel frattempo nella sala di controllo troviamo un prete e Clara, mentre vengono raggiunti dai posseduti. Clara con prontezza srotola fuori dalla finestra il tubo dell'acqua da usare in caso di incendio e si cala senza difficoltà dal secondo al primo piano seguita dal prete. In questa stanza la coppia trova Rafa e Natalie, una ragazza francese, intenti in atteggiamenti intimi che non si sono ancora resi conto di quanto stava accadendo. Diego e il cameriere bardati con le armature si dirigono all'interno dell'edificio verso la sala di controllo e in un corridoio delle mani che spuntano da dietro le tende afferrano e tirano a sé il robusto cameriere che si presume venga ucciso.
Il gruppo di Clara tenta invece di uscire dall'edificio traboccante di posseduti. La conferma di una presenza demoniaca alla base di ciò che sta accadendo è data quando il riflesso in uno specchio di due possedute mostra due presenze demoniache invece dei corpi a loro visibili.
Il gruppo di Clara, avendo lasciato indietro il prete, che grazie alle parole del Vangelo riesce a salvarsi dai posseduti, si reca al piano terra dirigendosi verso un garage. Qui trovano l'intrattenitore vestito da SpongeJohn che chiede aiuto per aprire la porta del garage, mentre Clara e Natalie si parlano, finché quest'ultima non viene aggredita da una posseduta. Rafa e Clara si rifugiano quindi in una botola all'interno del boschetto che porta all'interno di un sotterraneo dove Rafa intima a Clara di non cercare più Diego, quando improvvisamente proprio lui dalla sala da ballo, alza al massimo il volume della loro canzone come segnale per Clara, cosa che le dà la speranza di poter ritrovare Diego. Prende quindi una motosega e si scaglia contro i posseduti che sono entrati nel sotterraneo.
Diego si sposta in cucina dove trova Atún che si è suicidato tagliandosi le vene, ma trova anche lo zio Víctor che ha fatto partire il contagio. Intanto Clara continua a uccidere i posseduti, compreso Rafa che sfortunatamente è stato morso. Di nuovo insieme, i due vengono circondati dai posseduti, senza possibilità di fuggire, ma è il prete che, essendosi salvato grazie alle sue preghiere, allo stesso modo dalla sala di controllo diffonde la sua voce leggendo il Vangelo e immobilizzando i posseduti.
Tuttavia, il nonno di Diego che utilizza un apparecchio acustico danneggiato, non sentendo le preghiere attacca Clara, mordendola a una mano. Diego decide di tagliarle il braccio con una spada per impedire che l'infezione si espanda, ma quando taglia l'arto della sua amata è troppo tardi. Diego bacia Clara, ma quest'ultima, ormai posseduta, strappa la lingua a Diego con i denti.
Nello stesso momento interviene una squadra della G.E.O che non ha altra scelta se non uccidere i due amanti.

## Produzione
Paco Plaza e Jaume Balagueró, che sono i registi di Rec e Rec 2, restano divisi per il prequel e per il nuovo sequel. Il film a differenza del primo e secondo capitolo è ripreso solo in parte tramite videocamera "amatoriale": è ripresa tutta la cerimonia di nozze e i festeggiamenti prima che l'infezione si propaghi. La seconda parte invece è stata girata con cineprese e inquadrature tradizionali.

## Accoglienza

### Critica
Il film è stato accolto negativamente, Molti hanno criticato il film definendolo uno spin-off che non porta quasi a niente. Venne anche criticata la scelta di abbandonare la tecnica della camera a mano del Found footage, definita da molti come una scelta che ha stravolto l’atmosfera dei primi due film e rendendo i suoi successori meno paurosi e con poca suspense, togliendo anche il motivo di chiamare la saga REC.

## Promozione
Il 12 novembre 2012 sono stati diffusi online il poster e il trailer italiani del film.

## Distribuzione
Il film è uscito nelle sale cinematografiche spagnole il 30 marzo 2012 e in quelle statunitensi il 7 settembre 2012 mentre, in Italia è uscito il 17 gennaio 2013.

### Divieti
In America, il film è stato vietato ai minori di 17 anni (R) per linguaggio scorretto e forte violenza. In Italia, invece, il film è stato vietato ai minori di 14 anni.

## Sequel
Il 31 ottobre 2014 è uscito in Spagna Rec 4: Apocalypse, ultimo capitolo della saga, in cui Ángela Vidal, la giovane reporter che entrò, nel primo film, nell'edificio di Barcellona posto in quarantena insieme con un gruppo di vigili del fuoco, è sopravvissuta alla mattanza. Ángela, infettata e posseduta dal demonio, viene rinchiusa in quarantena in un'installazione di massima sicurezza. Si tratta di una vecchia petroliera situata a chilometri dalla costa e circondata unicamente dal mare, luogo adatto per la quarantena.